# Симеон Новый Богослов

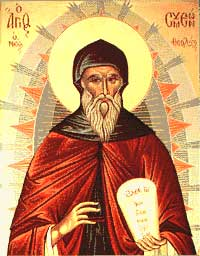
Симеон Новый Богослов

Симеон Новый Богослов (греч. Ὅσιος Συμεὼν ὁ Νέος Θεολόγος; 949, Галатия — 1022, Хрисополис) — христианский монах, богослов, сочинитель «Гимнов» (поэтических духовных стихов), один из ярчайших представителей традиции исихазма. Наряду с двумя великими богословами Церкви — Иоанном Богословом и Григорием Богословом, Симеон был удостоен имени Новый Богослов. Почитается Православной церковью в лике преподобного, память совершается 12 (25) марта.

## Жизнеописание
Родился в 949 году в Малой Азии в городе Хрисополис (в настоящее время район Стамбула) в богатой и знатной семье, получил хорошее образование, но с ранних лет был склонен к уединённой монашеской жизни.
В 973 году поступил в Студийский монастырь, где подвизался под руководством старца Симеона Благоговейного. Житие его написано келейником и учеником, преподобным Никитой Стифатом.

## Учение преподобного Симеона Нового Богослова
Формулируя мысль Симеона кратчайшим образом, можно сказать, что главным для него в христианской вере является личный, непосредственный опыт богообщения. В этом он продолжает традицию преп. Макария Великого. Симеон, исходя из своего опыта, свидетельствует, что Бог открывается человеку и становится видимым, причём не в будущей жизни, но уже на земле: «Прежде воскресения тел бывает воскресение душ». Особое место в учении Симеона занимает восприятие Бога как света, который зрится очами ума, когда тот бывает немыслящим. Бог сотворил два мира: видимый и невидимый. В этих мирах есть два солнца: «чувственное солнце» и «солнце правды».
Симеон Новый Богослов проповедует отречение от мира, однако полагает, что для христианина есть три «жизни» (пути): пустынная, общежительная и начальственная.
Подвижническая деятельность преп. Симеона предвосхищала исихазм XIV века

## Творения преподобного Симеона Нового Богослова

### Новогреческий перевод Дионисия Загорейского подлинных и dubia сочинений прп. Симеона Нового Богослова и осуществленный с этого издания русский перевод-пересказ свт. Феофана Затворника
- Του οσίου και Θεοφόρου πατρός ημών Συμεών του Νέου Θεολόγου Τα ευρισκόμενα διηρημένα εις δύω / ων το πρώτον περιέχει λόγους του Οσίου λίαν ψυχωφελείς, μεταφρασθέντας εις την διάλεκτον παρά του πανοσιολογιωτάτου Πνευματικού κυρίου Διονυσίου Ζαγοραίου Του ενασκήσαντος εν τη ερημονήσω καλουμένη Πιπέρι, τη κειμένη απέναντι του Αγίου Όρους. Το δε δεύτερον περιέχει ετέρους Λόγους αυτού διά στίχων πολιτικών πάνυ ωφελίμους μετ' επιμελείας πολλής διορθωθέντα και νυν πρώτον Τύποις εκδοθέντα εις κοινήν των Ορθοδόξων ωφέλειαν. Ενετίησι: Παρά Νικολάω Γλυκεί τω εξ Ιωαννίνων, 1790.
- Слова преподобнаго Симеона Новаго Богослова: в 2 вып. / в переводѣ на русскiй языкъ с новогреческаго епископа Ѳеофана. 2-е изд. М.: Типо-литографiя И. Ефимова, 1890—1892.

### Критические издания подлинных творений и русские переводы
- Syméon le Nouveau Théologien. Catéchèses: en 3 t. / introd., texte critique et notes par Mgr B. Krivochéine, trad. par J. Paramelle. T. 1: Catéchèses 1-5. Paris: Les Éditions du Cerf, 1963. (Sources Chrétiennes; vol. 96).
- Syméon le Nouveau Théologien. Catéchèses: en 3 t. / introd., texte critique et notes par Mgr B. Krivochéine, trad. par J. Paramelle. T. 2: Catéchèses 6-22. Paris: Les Éditions du Cerf, 1964. (Sources Chrétiennes; vol. 104).
- Syméon le Nouveau Théologien. Catéchèses: en 3 t. / introd., texte critique et notes par Mgr B. Krivochéine, trad. par J. Paramelle. T. 3: Catéchèses 23-34; Actions de grâces 1-2. Paris: Les Éditions du Cerf, 1965. (Sources Chrétiennes; vol. 113).
- Syméon le Nouveau Théologien. Chapitres théologiques, gnostiques et pratiques / introd., texte critique, trad. et notes par J. Darrouzès. Paris: Les Éditions du Cerf, 1957. (Sources Chrétiennes; vol. 51 bis).
- Syméon le Nouveau Théologien. Traités théologiques et éthiques: en 2 t. / Introd., texte critique, trad. et notes par J. Darrouzès. T. 1: Théol. I—III — Éth. I—III. Paris: Les Éditions du Cerf, 1966. (Sources Chrétiennes; vol. 122).
- Syméon le Nouveau Théologien. Traités théologiques et éthiques: en 2 t. / Introd., texte critique, trad. et notes par J. Darrouzès. T. 2: Éth. IV—XV. Paris: Les Éditions du Cerf, 1967. (Sources Chrétiennes; vol. 129).
- Symeon Neos Theologos. Hymnen / prolegomena, kritischer Text, Indices besorgt von A. Kambylis. Berlin; New York (N.Y.): Walter de Gruyter & Co., 1976. (Supplementa Byzantina. Texte und Untersuchungen; Bd. 3).
- The Epistles of St Symeon the New Theologian / ed. and transl. by H. J. M. Turner on the basis of the Greek text established by Joseph Paramelle. Oxford; New York (N.Y.): Oxford University Press, 2009. (Oxford Early Christian Texts).
- Ps.-Diadoque de Photicé. Catécheèse // Diadoque de Photicé. Œuvres spirituelles / introduction, texte critique, traduction et notes par É. des Places. Paris: Les Éditions du Cerf, 1955. (Sources Chrétiennes; vol. 5 bis). P. 180—183.
- Симеон Новый Богослов, прп. Слова / пер. с древнегреч. свящ. Максима Михайлова; вст. ст. П. К. Доброцветова. М.: Изд. Введенского ставропиг. муж. м-ря Оптина пустынь; Изд. Перервинской духов. семинарии, 2021.
- Симеон Новый Богослов. Богословские слова / Пер. с греч. и прим. Т. А. Щукина // EINAI: Философия. Религия. Культура. 2015. Т. 4. № 1/2. С. 459—489.
- Симеон Новый Богослов, прп. Послания / пер. пер. с древнегреч. А. Г. Дунаева // Богословские труды. 2015. № 46. С. 21-65.
- Симеон Новый Богослов, прп. Никита Стифат, прп. Аскетические сочинения в новых переводах / сост. и общ. ред. епископа Илариона (Алфеева). Изд. 2-е, испр. СПб.: Изд. Олега Абышко, 2007.
- Божественные гимны преподобнаго Симеона Новаго Богослова / пер. съ греч. iером. Пантелеимона. Сергiевъ Посадъ. Типографiя И. И. Иванова, 1917.
- Диалог схоластика с Симеоном Новым Богословом // Добротолюбие: Симеон Новый Богослов, Диадох, Илья Пресвитер и Экдик, Феолипт Митрополит Филадельфийский / пер. и сост. И. М. Носова. М.: Альпина Паблишер, 2002. С. 110—113.

### Dubia — сочинения приписываемые прп. Симеону Новому Богослову
- Ἁγίου Συμεὼν τοῦ Νέου Θεολόγου Ἀλφαβητικὰ κεφάλαια / εἰσαγωγή — κείμενο — νεοελληνικὴ ἀπόδοση ἀπὸ Μοναχοὺς τῆς Ἱερᾶς Μονῆς Σταυρονικήτα. Ἅγιον Ὄρος: Εκδόση Ἱερᾶς Μονῆς Σταυρονικήτα, 2005.
- La méthode d’oraison hésychaste / texte gr. et trad. fr. par I. Hausherr // Оrientalia Сhristiana. 1927. Vol. 9:2 (36). P. 97-210.
- Метод священной молитвы и внимания Симеона Нового Богослова / пер. с древнегреч. и примеч. А. Г. Дунаева // Византийские исихастские тексты / сост., общ. и науч. ред. А. Г. Дунаева. М.: Изд. МП РПЦ, 2012. С. 75-114.
- Симеон Новый Богослов, прп. [Dubia] Алфавитные главы (Ἀλφαβητικὰ κεφάλαια) / перевод с древнегреческого Егора Начинкина и Д. А. Черноглазова; научная редакция и комментарии Г. И. Беневича, предисловие Г. И. Беневича и А. С. Творогова. СПб.: «Издательство Олега Абышко», 2023. (Серия: Византийская философия. Т. 20).
- Симеон Новый Богослов, прп. Слова 1, 2 из корпуса «33 Слов» (Orationes [Dub.]) / критический текст, перевод с греческого, предисловие А. C. Творогова // Богословский вестник. 2016. № 22-23. Вып. 3-4. С. 379—406.
- Симеон Новый Богослов, прп. Слова 3, 4 из корпуса «33 Слов» (Orationes [Dub.]) / критический текст, перевод с греческого, предисловие А. C. Творогова // Богословский вестник. 2017. № 24-25. Вып. 1-2. С. 528—572.
- Симеон Новый Богослов, прп. Слова 5, 6 из корпуса «33 Слов» (Orationes [Dub.]) / критический текст, перевод с древнегреческого, предисловие А. C. Творогова // Богословский вестник. 2018. № 29. Вып. 2. С. 231—265.

## Творения прп. Симеона Нового Богослова в электронном виде
- Творения, т. 1. Слова. М.: 1892
- Творения, т. 2. Слова. М.: 1890
- Божественные гимны. Сергиев Посад: 1917
- «Катехизические слова» (обращены не к оглашенным, а к монахам, так как по его мнению пострижение в монашество равнозначно второму крещению).
- «Главы богословские и созерцательные»
- Деятельные и богословские главы.
- «Гимны» — стихи, в которых поэтические образы служат для выражения личного христианского созерцания и духовного опыта.
- «Гимны в стихотворном переводе с греческого»
- «Симеон Новый Богослов»
- Словеса зело полезная. — 1852.